# WinHEC

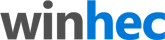
로고

WinHEC(Windows Hardware Engineering Conference: 윈도 하드웨어 기술 콘퍼런스)는 해마다 열리는 소프트웨어, 하드웨어 개발자 지향 견본시이자 비즈니스 콘퍼런스로, 마이크로소프트사가 마이크로소프트 윈도우 호환 PC를 위한 자사의 하드웨어 계획을 자세히 설명하는 장소이다. 일반적으로 빌 게이츠와 같은 사람들로부터 연설을 들을 수 있으며 인텔, AMD, ATI를 비롯한 일부 스폰서가 있다.

## 연설
마이크로소프트에 따르면 WinHEC 콘퍼런스는 다음에 초점을 두고 있다:
- 윈도 아키텍처 상의 하드웨어에 관심이 있는 하드웨어 기술자와 하드웨어 디자이너
- 윈도우 드라이버 파운데이션(WDF)와 기타 드라이버 아키텍처, 도구에 관심이 있는 드라이버 개발자와 테스트 사용자
- 기술과 비즈니스 전략의 성과에 대해 더 알고 싶어하는 관리자를 비롯한 높은 사람들